# Kůlna
Kůlna – jaskinia znajdująca się w Krasie Morawskim w Czechach, w pobliżu miasta Blansko. Stanowisko archeologiczne zawierające warstwy środkowo- i górnopaleolityczne.
Jaskinia połączona jest od wschodu z pobliskim systemem jaskiń Sloupsko-šošůvskich. Wejście do niej stanowi olbrzymi portal o szerokości 40 i wysokości 8,5 metra, za którym ciągnie się tunel o długości 92, szerokości 25 i wysokości 9 metrów. Stanowisko zostało odkryte w 1880 roku przez Jindřicha Wankla, prace wykopaliskowe w kolejnych latach prowadzili Martin Kříž (1881-1886) i Jan Knies (1892, 1909-1913). Jaskinia została zniszczona częściowo przez Niemców podczas II wojny światowej, kiedy to zainstalowano w niej funkcjonującą w latach 1943-1945 fabrykę broni. Na powierzchni została wylana wówczas betonowa posadzka, która zniszczyła najmłodsze, czwartorzędowe osady. W 1959 roku betonowa wylewka została usunięta i w latach 1961-1976 pod kierownictwem Karla Varlocha kontynuowano wcześniejsze wykopaliska.
Wykopaliska dostarczyły bogatych znalezisk sięgających od czasów środkowego paleolitu do epoki żelaza. Najwcześniejsze warstwy obejmują szczątki prehistorycznej fauny oraz paleolityczne narzędzia kamienne związane z następującym fazami osadniczymi kultur aszelskiej, lewaluaskiej (wariant taubachien), mikockiej i magdaleńskiej. W związanej z kulturą mikocką warstwie 7a znalezione zostały datowane na ok. 60 tys. lat temu szczątki neandertalczyka (fragmenty czaszki, żuchwa, zęby). Najmłodsze warstwy zawierają ślady związane z okresowym pobytem ludności w okresie neolitu, epoki brązu i epoki żelaza (kultury ceramiki sznurowej, łużycka, horakowska).